# Leander J. Shaw, Jr.
Leander J. Shaw, Jr. (* 6. September 1930 in Salem, Virginia; † 14. Dezember 2015 in Tallahassee, Florida) war ein afroamerikanischer Jurist in den Vereinigten Staaten. 
1983 bis 2003 war er Richter, 1990 bis 1992 Chief Justice (Vorsitzender Richter) am Supreme Court of Florida (Oberster Gerichtshof von Florida).

## Leben
Leander J. Shaw, Jr. wurde 1930 in Salem, Virginia als Sohn von Leander J. Shaw, Sr., Schulleiter der Lylburn Downing School in Lexington, Virginia, später Dekan der Graduate School (für Aufbaustudien) an der Florida A & M University und dessen Ehefrau Margaret, einer Lehrerin an derselben Schule, geboren.
Leander besuchte zunächst die Lylburn Downing School in Lexington, ging danach zum West Virginia State College, in Institute, West-Virginia, das er im Jahre 1952 mit einem B.A. abschloss.
Während des Koreakriegs diente er als Offizier der Artillerie in der United States Army.
Nach Beendigung seines Dienstes spielte Shaw ursprünglich mit dem Gedanken Medizin zu studieren, wandte sich aber dann den Rechtswissenschaften zu, weil er glaubte als Anwalt gesellschaftlich mehr bewirken zu können.
“I thought when I got out of the service, this country was being changed by lawyers, especially in civil rights ... I was getting into medicine before that, but lawyers were changing this country.”
(„Als ich meinen Dienst bei den U.S. Streitkräften beendete, glaubte ich, daß dieses Land von Rechtsanwälten verändert wurde, insbesondere im Hinblick auf die Zivilrechte. ... Zuvor hatte ich die Absicht Medizin zu studieren, es waren jedoch Rechtsanwälte, die dieses Land veränderten.“), erklärte Shaw in einem Interview mit The Florida Bar News im Jahre 2002. 
Seine Vorbilder waren die U.S. Supreme Court Justices (Richter am Obersten Gerichtshof der USA) Thurgood Marshall und William Brennan: “Visionaries. . . able to see where the country was heading.” („Visionäre...die fähig waren zu erkennen, in welche Richtung sich das Land bewegte“).
1957 machte Shaw an der Howard University (School of Law), Washington, D.C. seinen Abschluss in Rechtswissenschaften.
Im selben Jahr zog er nach Tallahassee, Florida, nachdem er eine Professur an der Law School der Florida A & M University angenommen hatte.
1960 wurde er in Florida als Rechtsanwalt zugelassen (admitted to the Florida Bar) und eröffnete in Folge eine private Anwaltskanzlei in Jacksonville, Florida.
Die zweieinhalbtägige Zulassungsprüfung als Anwalt wurde im DuPont Plaza Hotel in Miami abgenommen. Die Aufhebung der Segregation (Rassentrennung) war noch in weiter Ferne und Shaw wurde es nicht gestattet, in diesem Hotel („nur für Weiße“) zu essen oder zu übernachten.
Nach seiner Zulassung als Anwalt war Shaw einer von nicht mehr als fünfundzwanzig schwarzen Anwälten, die in Florida praktizierten.